# Neohebestola petrosa
Neohebestola petrosa es una especie de escarabajo longicornio del género Neohebestola, tribu Forsteriini, subfamilia Lamiinae. Fue descrita científicamente por Blanchard en 1851.
La especie se mantiene activa durante el mes de octubre.

## Descripción
Mide 8-14 milímetros de longitud.

## Distribución
Se distribuye por Chile.